# Кавказская Краснознамённая армия

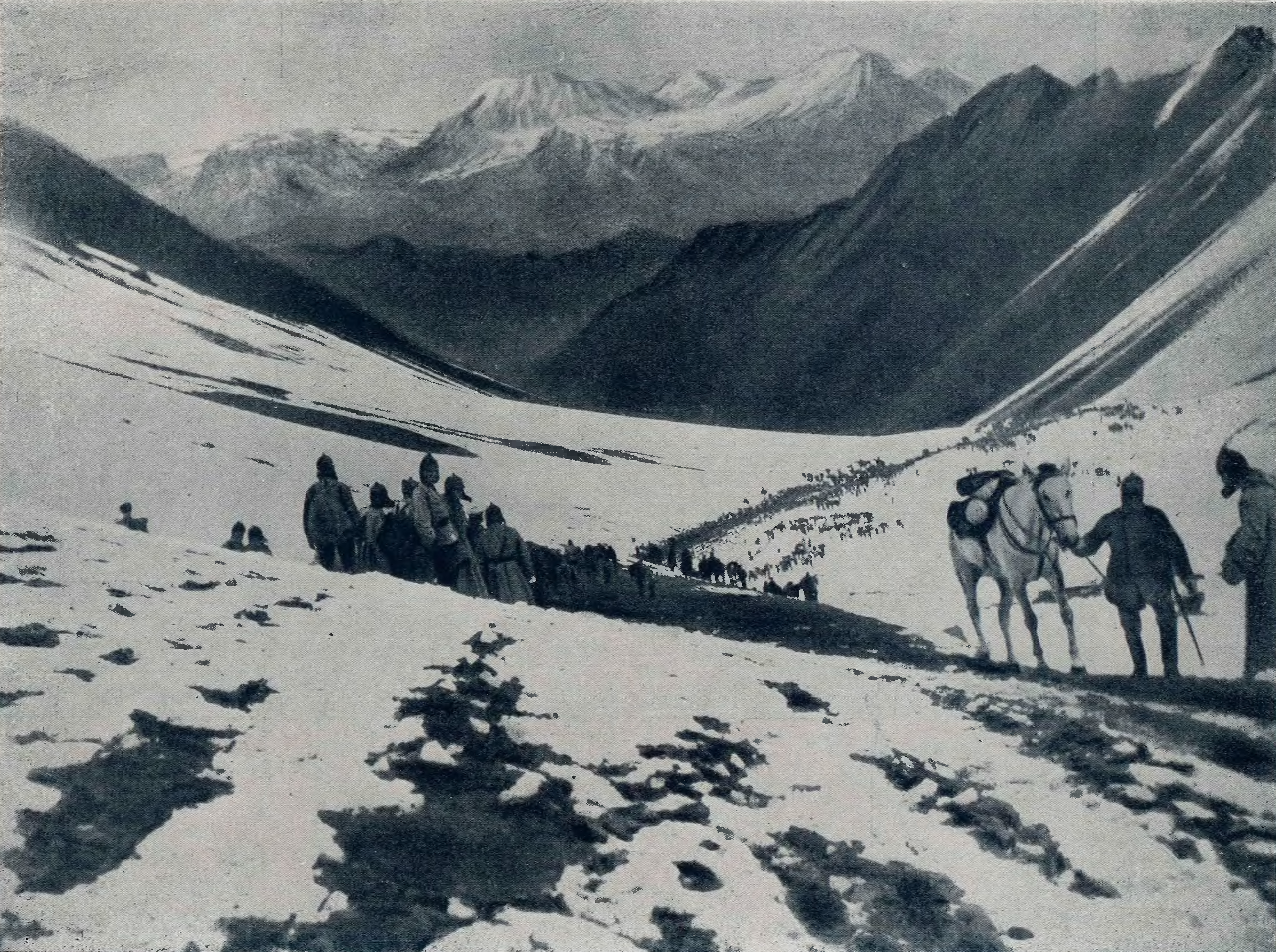
Высокогорный поход военнослужащих Азербайджанской стрелковой дивизии, в 1935 году.

Кавказская Краснознамённая армия (ККА)  — оперативное территориальное объединение Красной Армии (РККА) ВС Союза ССР, в 1920 — 1930-е годы.

## История
По мере завершения гражданской войны в России, также происходило сокращения численности РККА, а фронты и армии упразднялись, или переформировывались. Так на основании приказа РВСР № 1119/200, от 22 мая 1921 года, в связи с упразднением Кавказского фронта, упраздненного 29 мая 1921 года, 11-я армия переименовывалась в Отдельную Кавказскую армию. 
Согласно официальной советской историографии армия вела своё начало от отрядов Красной гвардии и красных партизан народов Кавказа. Войска 11-й армии Кавказского фронта участвовали в боях против армий Деникина на Нижней Волге, в обороне Астрахани, в наступлении на Царицын и освобождении его, в боях против астраханского и уральского белоказачества в районе дельты Волги, Джамбейтинской Ставки. 11 А принимала участие в операциях: Доно-Манычской, Ставропольской, в освобождении города Грозного, Дагестана и Терской области, установлении Советской власти в Закавказье, в ходе которого провела операции Бакинскую, Тифлисскую, Батумскую, Эриванскую, в ликвидации повстанческого движения и бандитизма на Северном Кавказе и в Закавказье. Армия дислоцировалась на территории Азербайджанской, Армянской и Грузинской республик, вошедших в марте 1922 года в состав ЗСФСР, а также Горской и Дагестанской автономных республик РСФСР. Штаб армии находился в городе Тифлис (ныне Тбилиси).
12 октября 1921 года за боевые отличия в годы Гражданской войны награждена Почётным революционным Красным Знаменем.
17 августа 1923 года армия была награждена Орденом Красного Знамени и с этого момента стала именоваться Кавказской Краснознамённой армией. К октябрю 1923 года численность Кавказской Краснознаменной армии составляла до 8 тысяч человек.
17 мая 1935 года на основе Кавказской Краснознамённой армии был развёрнут Закавказский военный округ.

## Участие в боевых действиях
Подразделения армии совместно с подразделениями ОГПУ были задействованы в борьбе с бандитизмом, в основном в Чечне и Дагестане в 1921—1933 годах.

## Состав
6 стрелковых дивизий территориального формирования
- 1-я Грузинская стрелковая дивизия
- 2-я Грузинская стрелковая дивизия
- 1-я Кавказская стрелковая дивизия (сформирована 08.06.1922 на базе 1-й и 2-й Кавказских отдельных стрелковых бригад), командир комбриг Кевлишвили, Поликарп Гедеонович.
- 2-я Кавказская стрелковая дивизия, управление дивизии в город Баку (сформирована в июне 1922 на базе 4-й Кавказской осбр имени Стёпина).[4],[5]
- 3-я Кавказская стрелковая дивизия
- Азербайджанская стрелковая дивизия
- Армянская стрелковая дивизия
- ВВС Краснознамённой Кавказской армии
- Автобронечасти Краснознамённой Кавказской армии

## Командующие
Командующие войсками армии:
- май 1921 — январь 1922 — Геккер, Анатолий Ильич
- январь — февраль 1922 — Пугачёв, Семён Андреевич (врид)
- 24.01.1922 — 10.05.1924 — Егоров, Александр Ильич
- май 1924 — февраль 1925 — Пугачёв, Семён Андреевич
- 07.02.1925 — 13.11.1925 — Корк, Август Иванович
- 02.12.1925 — 10.1928 — Левандовский, Михаил Карлович (02.12.1925-10.1928)
- октябрь 1928 — январь 1929 — Смолин, Иван Иванович (врид)
- январь 1929 — декабрь 1930 — Авксентьевский, Константин Алексеевич
- декабрь 1930 — март 1931 — Смолин, Иван Иванович
- март 1931 — март 1932 — Федько, Иван Фёдорович
- 25 марта 1932 — декабрь 1933 — Смолин, Иван Иванович
- 04.12.1933 — 17.05.1935 — Левандовский, Михаил Карлович

## Причины ликвидации
На фоне возрастающей угрозы вооруженной агрессии против Союза ССР старая мобилизационная доктрина РККА и её структура была признана не отвечающей потенциальным угрозам. 17 мая 1935 года была радикально изменена военно-административная система РККА. Вместо 8 военных округов и двух отдельных армий создавались 13 военных округов — Московский, Ленинградский, Белорусский, Киевский, Харьковский, Северо-Кавказский, Закавказский, Среднеазиатский, Приволжский, Уральский, Сибирский, Забайкальский и Дальневосточный. Практически во всех округах изменялся территориальный состав. Помимо бывшего ранее разделения на «приграничные» и «внутренние», появилось новое деление на «лобовые» и «тыловые» округа. Предполагалось, что «лобовые» приграничные округа будут разворачиваться во фронты, а мобилизационный ресурсы «тыловых» округов будут их питать. Группа в один приграничный и два внутренних военных округа стала составлять стратегическое направление.